# مريم العطار
مريم العطّار (1987) مترجمة أدبية وشاعرة عراقية. وُلدت في مدينة مشهد بإيران ونشأت بها في عائلة عراقية من ميسان. انتقلت إلى وطنها سنة 2007. جمعت بين لغتين العربية والفارسية وثقافتين العراقية والإيرانية في حياتها الأدبية والعامة، فبرعت في ترجمة الأدبية من الفارسية إلى العربية.   إلى جانب اهتمامها بالأدب، هي ناشطة مدنية في حقوق المرأة.

## سيرتها
ولدت مريم العطار سنة 1987 في مدينة مشهد عاصمة مقاطعة خُراسان في شمال شرق إيران، وهي تنتمي إلى عائلة عراقية من محافظة ميسان.  درست في مشهد وقُم. ثم عادت مع عائلتها عام 2007 وهي في العشرين من عمرها لتعيش في العراق. تابعت دراستها في اللغة الفارسية وآدابها في جامعة بغداد،  ثم عملت بمجال الترجمة الأدبية من الفارسية إلى العربية، وانضمت إلى الاتحاد العام للأدباء والكتاب في العراق.

## مهنتها

### الترجمة
هي مترجمة أدبية من الفارسية إلى العربية.  وترجمت لعدد من الشعراء والكتّاب الإيرانيين والأفغان، منهم: فروغ فرخزاد، وحسين بناهي، ونادر إبراهيمي.

### الأدبية
بدأت تكتب القصيدة الحرة وقصيدة النثر منذ 2009 وهي عضوة في اتحاد الكتاب والأدباء العراقيين. أصدرت أول مجموعتها سنة 2013 وهي «وَأدْ» فحصلت على جائزة العنقاء الذهبية العربية لأفضل كتاب لعام نفسه. ثم صدرت عنها سنة 2016 مجموعتها الشعرية الثانية «شتائم مجانية» التي تحتوي على 59 قصيدة منها 19 قصيدة قصيرة.  ولها «أكلوا رمانة كتفيها» لم تطبع. 

## جوائزها
- 2013: جائزة العنقاء الذهبية العربية عن مجموعتها «وأد». [3]
- 2017: جائزة فوروارد للشعر.[11]

## آثارها
من دواوينها الشعرية:
- «وَأدْ»، الدار العربية للعلوم، بيروت، 2013 (ردمك 9786140108110) [12]
- «شتائم مجانية»، دار الفراشة للنشر والتوزيع، الكويت، 2016 (ردمك 9789996636288)[13]

من ترجماتها:
- «أنطولوجيا الشعر الفارسي الحديث»، دار المدى، بغداد، 2016 (ردمك 9782843090486) [14]
- «الأعمال الشعرية الكاملة: فروغ فرخزاد» فروغ فرخزاد، دار المدى، بغداد، 2017 [15]
- «أفلاطون قرب المدفأة»، حسين بناهي، دار مخطوطات، لاهاي، 2017 [16]
- «مرة أخرى ... المدينة التي أحب»، رواية عن نادر إبراهيمي، منشورات الهجان، 2019 [17][18]
- «أنطولوجيا الشعر الأفغاني الحديث»، محمد سرور مولايي، دار المدى، بغداد، 2021 [19][20][21] (ردمك 9782843091186)

## وصلات خارجية
- برنامج شارع الثقافة || مع الشاعرة مريم العطار في محافظة ميسان (قناة العراقية العامة)
- مبدعات_الشاعرة مريم العطار (قناة العراقية الإخبارية)